# فيتوريا دا كونكيستا
فيتوريا دا كونكيستا هي بلدية في البرازيل، تتبع باهيا، بلغ عدد سكانها 262٬494  نسمة، في 2000، تبلغ مساحتها 3٬204٫257 كيلومتر مربع.

## الموقع
تشترك في الحدود مع:
- أناج.

## المناخ
يظهر الجدول التالي التغييرات المناخية على مدار السنة لفيتوريا دا كونكيستا:
| البيانات المناخية لـفيتوريا دا كونكيستا | البيانات المناخية لـفيتوريا دا كونكيستا | البيانات المناخية لـفيتوريا دا كونكيستا | البيانات المناخية لـفيتوريا دا كونكيستا | البيانات المناخية لـفيتوريا دا كونكيستا | البيانات المناخية لـفيتوريا دا كونكيستا | البيانات المناخية لـفيتوريا دا كونكيستا | البيانات المناخية لـفيتوريا دا كونكيستا | البيانات المناخية لـفيتوريا دا كونكيستا | البيانات المناخية لـفيتوريا دا كونكيستا | البيانات المناخية لـفيتوريا دا كونكيستا | البيانات المناخية لـفيتوريا دا كونكيستا | البيانات المناخية لـفيتوريا دا كونكيستا | البيانات المناخية لـفيتوريا دا كونكيستا |
| الشهر                                   | يناير                                   | فبراير                                  | مارس                                    | أبريل                                   | مايو                                    | يونيو                                   | يوليو                                   | أغسطس                                   | سبتمبر                                  | أكتوبر                                  | نوفمبر                                  | ديسمبر                                  | المعدل السنوي                           |
| --------------------------------------- | --------------------------------------- | --------------------------------------- | --------------------------------------- | --------------------------------------- | --------------------------------------- | --------------------------------------- | --------------------------------------- | --------------------------------------- | --------------------------------------- | --------------------------------------- | --------------------------------------- | --------------------------------------- | --------------------------------------- |
| متوسط درجة الحرارة الكبرى °م (°ف)       | 26.9 (80.4)                             | 26.9 (80.4)                             | 27.2 (81.0)                             | 25.4 (77.7)                             | 24.5 (76.1)                             | 23.0 (73.4)                             | 22.3 (72.1)                             | 24.2 (75.6)                             | 25.0 (77.0)                             | 25.6 (78.1)                             | 26.1 (79.0)                             | 26.9 (80.4)                             | 25.3 (77.6)                             |
| المتوسط اليومي °م (°ف)                  | 21.5 (70.7)                             | 21.5 (70.7)                             | 21.8 (71.2)                             | 20.7 (69.3)                             | 19.8 (67.6)                             | 18.0 (64.4)                             | 17.8 (64.0)                             | 18.6 (65.5)                             | 19.5 (67.1)                             | 20.7 (69.3)                             | 21.2 (70.2)                             | 21.6 (70.9)                             | 20.2 (68.4)                             |
| متوسط درجة الحرارة الصغرى °م (°ف)       | 17.3 (63.1)                             | 17.5 (63.5)                             | 17.6 (63.7)                             | 17.1 (62.8)                             | 16.0 (60.8)                             | 14.4 (57.9)                             | 14.1 (57.4)                             | 13.8 (56.8)                             | 15.0 (59.0)                             | 16.2 (61.2)                             | 17.1 (62.8)                             | 17.7 (63.9)                             | 16.2 (61.1)                             |
| الهطول مم (إنش)                         | 108.8 (4.28)                            | 64.5 (2.54)                             | 87.4 (3.44)                             | 58.4 (2.30)                             | 19.4 (0.76)                             | 20.7 (0.81)                             | 17.9 (0.70)                             | 18.0 (0.71)                             | 30.0 (1.18)                             | 56.5 (2.22)                             | 124.5 (4.90)                            | 127.8 (5.03)                            | 733.9 (28.87)                           |
| المصدر: Hong Kong Observatory           |                                         |                                         |                                         |                                         |                                         |                                         |                                         |                                         |                                         |                                         |                                         |                                         |                                         |